# Районы местного самоуправления Виктории

В штате Виктория имеется 79 районов местного самоуправления. Районами местного самоуправления в штате являются:
- 33 городских территории (cities);
- 39 графств (shires);
- 6 сельско-городских территорий (rural cities)
- 1 боро (borough) — единственное во всей Австралии.

В дополнение к районам местного самоуправления существует 6 т. н. невключённых территорий (unincorporated areas).

## Большой Мельбурн

### Городские территории
- Баньюл (City of Banyule)
- Бейсайд (City of Bayside)
- Борундара (City of Boroondara)
- Бримбанк (City of Brimbank)
- Кейси (City of Casey)
- Даребин (City of Darebin)
- Франкстон (City of Frankston)
- Глен-Эйра (City of Glen Eira)
- Грейтер-Данденонг (City of Greater Dandenong)
- Хобсонс-Бей (City of Hobsons Bay)
- Хьюм (City of Hume)
- Кингстон (City of Kingston)
- Нокс (City of Knox)
- Маннингем (City of Manningham)
- Мэрибернонг (City of Maribyrnong)
- Марунда (City of Maroondah)
- Мельбурн (городская территория) (City of Melbourne) (см. также Мельбурн)
- Монаш (City of Monash)
- Муни-Валли (City of Moonee Valley)
- Морленд (City of Moreland)
- Порт-Филлип (City of Port Phillip)
- Стоннингтон (City of Stonnington)
- Уайтхорс (City of Whitehorse)
- Уитлси (City of Whittlesea)
- Уиндем  (City of Wyndham)
- Ярра (City of Yarra)

### Графства
- Кардиния (Shire of Cardinia)
- Мелтон (Shire of Melton)
- Морнингтон-Пенинсула (Shire of Mornington Peninsula)
- Ниллумбик (Shire of Nillumbik)

## Городские территории
- Балларат (City of Ballarat)
- Грейтер-Бендиго (City of Greater Bendigo)
- Уодонга (City of Wodonga)
- Грейтер-Джелонг (City of Greater Geelong) (вкл. Джелонг)
- Латроб (City of Latrobe)
- Уорнамбул (City of Warrnambool)
- Грейтер-Шеппартон (City of Greater Shepparton) (вкл. Шеппартон)

## Сельско-городские территории
- Арарат (Rural City of Ararat)
- Беналла (Rural City of Benalla)
- Уангаратта (Rural City of Wangaratta)
- Милдьюра (Rural City of Mildura)
- Суон-Хилл (Rural City of Swan Hill)
- Хоршем (Rural City of Horsham)

## Сельские графства
- Алпайн (Alpine Shire)
- Басс-Кост (Bass Coast Shire)
- Бо-Бо (Shire of Baw Baw)
- Булок (Shire of Buloke)
- Кампаспе (Shire of Campaspe)
- Сентрал-Голдфилдс (Shire of Central Goldfields)
- Колак-Отуэй (Colac Otway Shire)
- Корангамайт (Corangamite Shire)
- Ист-Гипсленд (Shire of East Gippsland)
- Ганнаварра (Shire of Gannawarra)
- Гленелг (Shire of Glenelg)
- Голден-Плейнс (Golden Plains Shire)
- Хепберн (Shire of Hepburn)
- Хайндмарш (Shire of Hindmarsh)
- Индиго (Shire of Indigo)
- Лоддон (Shire of Loddon)
- Маседон-Рейнджес (Shire of Macedon Ranges)
- Маунт-Алегзандер (Shire of Mount Alexander)
- Митчелл (Shire of Mitchell)
- Мойн (Shire of Moyne)
- Мойра (Shire of Moira)
- Мурабул (Shire of Moorabool)
- Мурриндинди (Shire of Murrindindi)
- Мансфилд (Shire of Mansfield)
- Нортерн-Грампианс (Shire of Northern Grampians)
- Пиренис (Pyrenees Shire)
- Саут-Гипсленд (South Gippsland Shire)
- Саутерн-Грампианс[англ.] (Shire of Southern Grampians)
- Стратбоги (Shire of Strathbogie)
- Серф-Кост (Surf Coast Shire)
- Товонг (Shire of Towong)
- Уэллингтон (Shire of Wellington)
- Уэст-Уиммера (Shire of West Wimmera)
- Ярриамбиак (Shire of Yarriambiack)
- Ярра-Рейнджес (Shire of Yarra Ranges)

## Боро
- Куинсклифф (Borough of Queenscliffe)

## Невключённые территории
- Маунт-Хотам-Алпайн-Резорт (Mount Hotham Alpine Resort) и Фолс-Крик-Алпайн-Резорт (Falls Creek Alpine Resort) — находятся на территории графства Алпайн (Alpine Shire),
- Маунт-Буллер-Алпайн-Резорт (Mount Buller Alpine Resort) — расположена на территории графства Мансфилд (Shire of Mansfield),
- Френч-Айленд (French Island),
- Яллорн-Уоркс (Yallourn Works Area)
- Леди-Джулия-Перси-Айленд (Lady Julia Percy Island).